# Amazonekraton

Kratons wereldwijd

Het Amazonekraton of Amazonia is het grootste kraton van het continent Zuid-Amerika. Kratons zijn zeer oude stabiele blokken waaruit continenten zijn opgebouwd. Zuid-Amerika ontstond in haar huidige vorm tijdens de Pan-Afrikaanse orogenese rond 600 miljoen jaar geleden (aan het einde van het Precambrium). Voor die tijd vormde het kraton een onafhankelijk bewegend continent, Amazonia.
Het Amazonekraton bestaat uit twee delen, het Guyanaschild in het noorden en het Centraal-Braziliaans Schild of Guaporéschild in het zuiden. Deze twee delen worden gescheiden door de Amazoneslenk, die aan het einde van het Proterozoicum ontstond. De slenk is meer dan 5 km diep en behalve de tektonische daling is er een belangrijke dextrale zijschuivingscomponent: het Guyanaschild is ten opzichte van het zuidelijke blok enigszins naar het westen verschoven.
Het Amazonekraton is een belangrijk wingebied van diamanten, goud, ijzererts, mangaan, koper, tin, zeldzame aarden en aluminium. Wegens de dichte natuurlijke vegetatie en slechte bereikbaarheid is over de geologie van het gebied relatief weinig bekend, met uitzondering van de vindplaatsen van dergelijke hulpstoffen.
Het kraton kan in zes geologische provincies worden ingedeeld, die van het zuidwesten naar het noordoosten een oplopende ouderdom hebben. De oudste delen van het Amazonekraton zijn meer dan 2,5 miljard jaar oud - ze komen uit het Archeïcum.